# Millanes
Millanes est une commune de la province de Cáceres dans la communauté autonome d'Estrémadure en Espagne.